# Siphunculina stackelbergi
Siphunculina stackelbergi är en tvåvingeart som först beskrevs av Oswald Duda 1933.  Siphunculina stackelbergi ingår i släktet Siphunculina och familjen fritflugor. Inga underarter finns listade i Catalogue of Life.